# Gästgivarehagen
Gästgivarehagen är en park i Vimmerbys sydöstra utkant där ett friluftsmuseum och två gravfält är belägna. Namnet härrör från den tid då stadens gästgivare använde området till betesmark. Idag är det ett friluftsmuseum med ett antal byggnader från 1700- och 1800-talet. Intill ligger ett brandkårsmuseum och Forsbergs gamla krukmakeri. 
I Gästgivarehagen ligger Kalmar läns största fornminnesområde som består av två gravfält som tillsammans omfattar cirka 300 fornlämningar, framför allt gravhögar och stensättningar. Stensättningarna är övertorvade och framför allt runda eller ovala till formen. Men här finns också nio treuddar och 35 skeppsformiga stensättningar. Den största skeppsformiga stensättningen är 20 meter lång och sju meter bred. Även gravhögarna har olika former, vanligast är runda men också ovala och kvadratiska förekommer. 
Den stora koncentrationen av gravar tyder på att bebyggelsen varit omfattande redan före kristen tid. 140 av gravarna grävdes ut 1898−1900 av Hans Hansson och bland fynden som gjordes märks pärlor, mynt, armringar och bronsspännen. Alla undersökta gravar var brandgravar från vikingatiden.